# Arisemus tetradactylus
Arisemus tetradactylus és una espècie d'insecte dípter pertanyent a la família dels psicòdids que es troba a Amèrica: Cuba.